# Army Comrades Association

Flagge der Blueshirts

Army Comrades Association (ACA), irisch Cumann Chomrádaithe an Airm, später auch National Guard (ir. An Garda Náisiúnta) oder umgangssprachlich Blueshirts (dt. Blauhemden, ir. Na Léinte Gorma), war eine politische Organisation im Irland der 1930er Jahre.

## Einführung
Die Blueshirts wurden vom ehemaligen IRA-Anführer, Polizeichef und General der irischen Armee, Eoin O’Duffy, in den 1930er Jahren gegründet. Die Gegner der Blueshirts bezeichneten diese oft als Äquivalent zu Hitlers Braunhemden bzw. Mussolinis „Schwarzhemden“, die exemplarisch als Vertreter der faschistischen Bewegung in Europa wahrgenommen wurden. Der Spitzname stammt von der Angewohnheit der Führungspersönlichkeiten, blaue Hemden zu tragen, die denen der faschistischen Kampfverbände sehr ähnlich sahen. Die Blueshirts sahen ihre Rolle im Schutz der von ihnen unterstützten politischen Parteien und im politischen Kampf.

## Ursprung
1932 wurde Éamon de Valera, einstmals Anführer der Fraktion der Gegner des Anglo-Irischen Vertrags und seit deren Spaltung 1926 Vorsitzender der von ihm gegründeten Partei Fianna Fail, Präsident des Exekutivrats des irischen Freistaats. Eine seiner ersten Amtshandlungen als Premierminister war die Legalisierung der bis dato als illegale Organisation eingestuften IRA. Außerdem begnadigte De Valera viele zu Gefängnisstrafen verurteilte und in Gefängnissen inhaftierte Republikaner. Nach der Legalisierung begannen Auseinandersetzungen zwischen der IRA und der vormaligen Regierungspartei Cumann na nGaedheal.
Die ACA wurde im Februar 1932 gegründet und sollte die Interessen der ehemaligen Angehörigen der Freistaats-Armee unterstützen. Im August wurde der Cumann-na-nGaedheal-TD Dr. Thomas F. O’Higgins Anführer der ACA – sein Bruder war der ermordete Abgeordnete Kevin O’Higgins. Die ursprünglichen Ziele der ACA waren der Kampf gegen den Kommunismus, doch mit der Zeit nahm die Gruppe immer mehr die Rolle der Verteidigung von Cumann-na-nGaedheal-Versammlungen ein. Konflikte mit der IRA waren an der Tagesordnung und die Spannungen intensivierten sich spürbar. Im April 1933 begann die ACA damit, die blauen Hemden als eine Art Uniform zu tragen, um ihre Mitglieder füreinander öffentlich kenntlich zu machen.

## Anführer O’Duffy
Nach der Wiederwahl von de Valera im Februar 1933 entließ er Eoin O’Duffy als Polizeibevollmächtigten. Im Juli des gleichen Jahres übernahm O’Duffy die Führung der ACA und benannte sie in National Guard (Nationalgarde) um. Er strukturierte die Organisation um und führte viele faschistische Symbole aus dem restlichen Europa ein, u. a. auch den „römischen Gruß“ (auch: Hitlergruß). Die Mitgliedschaft in der neu strukturierten Organisation stand fortan ausschließlich ethnischen Iren oder praktizierenden Christen offen.

## Der „Marsch auf Dublin“
Im August 1933 verbot de Valera eine Parade der Blueshirts in Dublin aus Angst vor einem Putsch gegen seine Regierung. De Valera befürchtete eine gewaltsame Machtübernahme der Blueshirts nach Vorbild von Mussolinis Marsch auf Rom und erzählte Jahrzehnte später vor Fianna-Fáil-Politikern von seiner damaligen Befürchtung, dass die irische Armee anstelle seine Befehle zu befolgen die Blueshirts unterstützen könnte; schließlich gehörten den Blueshirts viele Ex-Soldaten an. O’Duffy erkannte jedoch das Verbot der Parade in Dublin an, einige lokale Kundgebungen zum Gedenken der Tode von Arthur Griffith, Kevin O’Higgins und Michael Collins fanden jedoch statt. Darin sah de Valera einen Verstoß gegen sein Verbot und so erklärte er die Blueshirts zu einer illegalen Organisation.
Gegner von Fianna Fáil, die sich an die Aussage von de Valeras rechter Hand Seán Lemass aus dem Jahr 1929 erinnerten, dass Fianna Fáil „ein bisschen eine konstitutionelle Partei“ sei, sahen darin einen ersten Schritt zur Diktatur. Während die Verteidiger von Cumann na nGaedheal verboten wurden, blieb die IRA, die Politiker und Anhänger der Opposition bedrohte, eine legale Organisation. Als Reaktion auf das Verbot vereinigten sich die National Centre Party und Cumann na nGaedheal zu einer neuen politischen Partei, der am 3. September 1933 gegründeten Fine Gael.
Eoin O’Duffy wurde deren erster Präsident und William Thomas Cosgrave sowie James Dillon Vizepräsidenten (Cosgrave war allerdings der Fraktionsführer, da O’Duffy kein Abgeordneter im Unterhaus war). Die National Guard wurde in Young Ireland Association (Cumann Óige na hÉireann) umbenannt und wurde zur Jugendorganisation der Partei. Ziel der Partei war die Schaffung eines unabhängigen vereinten Irlands als Mitglied des Commonwealth. Fine Gael schlug auch soziale Reformen vor sowie die Abschaffung des Verhältniswahlrechts.
O’Duffy stellte sich jedoch als schwacher Führer der neuen Partei heraus, temperamentvoll, inkompetent und mit schlechtem politischen Urteilsvermögen. Beim Parteitreffen anlässlich des einjährigen Bestehens der Partei im September 1934 wurde O’Duffy schließlich zum Rücktritt gedrängt. Sein Nachfolger wurde W.T. Cosgrave. O’Duffy versuchte noch vergeblich, die Blueshirts als eigenständige Organisation am Leben zu halten, gab das Vorhaben aber schnell auf.

## Rezeption
Obwohl die Blueshirts diverse faschistische Ideologieelemente adaptierten, stufen heutige Historiker die ACA nicht als faschistische Bewegung ein, auch wenn Eamon de Valera seinerzeit eine Faschisierung der ACA befürchtete. Sämtliche Führungspersönlichkeiten um O’Duffy wendeten sich binnen kurzer Zeit gegen die eingebrachten rassistischen Programmpunkte. Das von den Blueshirts befürwortete Modell eines korporatistischen Staates wurde durch die Enzyklika Quadragesimo Anno von Papst Pius XI. sowie durch Mussolinis Theorien inspiriert, die ACA vertrat aber insgesamt kein geschlossenes faschistisches Weltbild. O’Duffy selbst gründete demgegenüber im Jahre 1935 die eindeutig faschistisch ausgerichtete National Corporate Party (Páirtí Náisiúnta Corparáidíoch), deren Mitglieder Greenshirts genannt wurden. Ihr schlossen sich jedoch nur 80 ehemalige Mitglieder der Blueshirts an.
450 ehemalige Blueshirts kämpften hingegen im Spanischen Bürgerkrieg auf der Seite der Franco-Truppen in der Irish Brigade (Briogáid na hÉireann) unter O’Duffys Führung. Die Grund hierfür liegt in der Historie Irlands begründet, in dem die katholische Kirche lange Zeit eine gesellschaftlich prägende Rolle einnahm. Der große Einfluss der katholischen Kirche in Spanien und die Agrarstruktur des Landes führten nämlich vornehmlich zu einer Unterstützung der Putschisten um Franco, die im Bündnis mit der katholischen Kirche standen.
Heutzutage wird der Begriff Blueshirts meist pejorativ als Bezeichnung für die Mitglieder der Partei Fine Gael verwendet.